# Lesenceistvánd
Lesenceistvánd là một thị trấn thuộc hạt Veszprém, Hungary. Thị trấn này có diện tích 8,64 km², dân số năm 2010 là 974 người, mật độ 113 người/km².